# Team Handball Lippe
Die Team HandbALL Augustdorf – Lemgo – Lippe GmbH & Co. KG (Eigenschreibweise: Team HandbALL Lippe) ist der wirtschaftliche Träger der zweiten Herrenmannschaft der HSG Handball Lemgo. Aus diesem Grund wird sie auch als Team Handball Lippe II aufgeführt.
Sie spielt ab der Saison 2018/2019 in der 3. Liga, Staffel West und hat hier den Startplatz der Lemgo Youngsters übernommen.
Komplementärin der KG ist die Team HandbALL Augustdorf - Lemgo - Lippe Verwaltungs-GmbH mit Sitz in Augustdorf. Gesellschafter sind jeweils zur Hälfte die Handball Lemgo Spielbetriebs GmbH und die Handball Augustdorf Betriebs- und Vermarktungs GmbH & Co. KG. Letztere befindet sich über die Handball Augustdorf Verwaltungs GmbH inzwischen im Besitz von zwei Privatpersonen aus Augustdorf.
Entgegen der häufigen Annahme, ist kein Augustdorfer Sportverein an Team HandbALL beteiligt. 